# Benoit Hollander
Benoit Abraham Hollander (Amsterdam, 8 juni 1853 – Londen, 27 december 1942) was een Britse violist, componist en dirigent van Nederlandse komaf.
Hij was zoon van kantoorbediende Abraham Benoit Hollander en Betse van Volen/Voolen. Broer Julius Hollander (1867-1915) was pianist en was getrouwd met de zus van Sara Benedicts.
Hij kreeg zijn muziekopleiding als pensionair van koning Willem III der Nederlanden in Parijs bij Camille Saint-Saëns (compositie) en Lambert Massart (viool). Hij zou ontmoetingen hebben gehad met Hector Berlioz (bij Massart thuis) en in de verhouding musicus/dirigent met Richard Wagner, Hans Richter en Michael Costa. Costa zag in hem de nieuwe Henryk Wieniawsky. Na zijn opleiding vertrok hij op 21-jarige leeftijd naar Engeland en zette daar zijn carrière voort, te beginnen in Birmingham.  Hij was dirigent was enkele orkesten, waaronder een plaatselijk orkest in Kensington. Op 8 juni 1910 (met twee herhalingen op 15 en 22 juni) dirigeerde hij in Wigmore Hall een orkest, waarbij zijn leermeester Saint-Saëns solist was tijdens de uitvoering van een aantal pianoconcerten van Wolfgang Amadeus Mozart. Hij speelde altviool in het strijkkwartet van Leopold Auer. Rond de eeuwwisseling van hij docent aan de Guildhall School of Music, waar een van zijn leerlingen Philip Martell was.
Hij schreef diverse orkestwerken en werken binnen de kamermuziek. Een aantal werken:
- Mietje (opera)
- Roland (symfonie, 1906)
- Les derniers jours de Pompeii (symfonisch gedicht uit 1097 voor solisten, koor, orgel en orkest)
- Drama voor orkest
- Comédie voor orkest
- Vioolconcert nr. 2
- Celloconcert uit 1913
- Fantasie, trio voor twee violen en altviool
- Suite voor viool en piano in D majeur, Opus 6
- Drie karakterstukken voor twee violen en altviool, opus 12 (Zingara, Rapsodie, Scherzo, 1895)
- Lamente (opus 14, 1896) een werk ter nagedachtenis van Anton Rubinstein, dit werk dirigeerde de componist zelf op 9 april 1896 in het Koninklijk Concertgebouw met het Koninklijk Concertgebouworkest
- Vioolconcert nr. 1 in d mineur, opus 15 (1896), dit werk werd diezelfde avond gespeeld onder leiding van Willem Mengelberg met als solist Max Mossel, aan wie het werk is opgedragen
- Dubbelconcert voor viool en cello, opus 18
- Vioolsonate nr. 1, opus 19
- Strijkkwartet nr. 1 in b es mineur, opus 20
- Pastoral fantasy voor viool en orkest, opus 26
- Septet in Es majeur (piano, strijkkwartet, 2 hoorns), opus 28
- Strijkkwartet nr. 2 in cis mineur, opus  30
- Vioolsonate nr. 2 in g mineur, Opus 35

- Gemeinsame Normdatei: 1089360681
- International Standard Name Identifier: 0000 0000 4371 0644
- Library of Congress Control Number: no94021652
- Nationale Bibliotheek van Tsjechië: mzk2014809537
- Nationale Bibliotheek van Israël: 987007287598305171
- Nederlandse Thesaurus van Auteursnamen: 320813541
- Virtual International Authority File: 38952322
- WorldCat: E39PBJppGtvVqxhgXJfPqhxxDq